# Арнолд фон Зирсберг-Дилинген
Арнолд фон Зирсберг-Дилинген (на немски: Arnold von Siersberg, Herr zu Dillingen; † 6 юни 1345) е благородник от Зирсберг в Херцогство Лотарингия, господар на замък Зирсбург/Зирсберг (в днешен Релинген-Зирсбург) на река Нид и господар на Дилинген на река Саар в Саарланд.
Той е син на рицар Йохан фон Зирсберг († 1319) и съпругата му Катерина де Тионвил († сл. 1284/1299), дъщеря на Аубертин де Тионвил и Маргерите. Внук е на Арнолд фон Зирсберг († 1294) и Елизабет († сл. 1266). Правнук е на Алберт фон Зирсберг († 13 век) и на фон Сарверден и Киркел.

## Фамилия
Арнолд фон Зирсберг се жени 1319 г. за Бинцела фон Рандек († сл. 1331), сестра на Еберхард фон Рандек († 1372), избран за епископ на Шпайер, дъщеря на Еберхард II фон Рандек († сл. 1326) и Ида фон Нах-Шварценберг († сл. 1336). Те имат един син:
- Еберхард фон Зирсберг-Дилинген († ок. 1392), женен за Земет († сл. 1363); родители на:
  - Еберхард/Филип фон Зирсберг-Дилинген († 1414), женен за Лиза фон Варсберг

Арнолд фон Зирсберг се жени втори път сл. 1331 г. за Катарина фон Хунолщайн († 11 октомври 1363), дъщеря на фогт Йохан фон Хунолщайн († 1328) и Елизабет фон Бланкенхайм († 1324). Бракът е бездетен.